# Retusa atkinsoni
Retusa atkinsoni is een slakkensoort uit de familie van de Retusidae. De wetenschappelijke naam van de soort is voor het eerst geldig gepubliceerd in 1876 door Tenison Woods.